# Laura Tesoro
Laura Tesoro (Antwerpen, 1996. augusztus 19. –) belga énekesnő, színésznő.
Ő képviselte Belgiumot a 2016-os Eurovíziós Dalfesztiválon, Stockholmban a What’s the Pressure című dalával.

## Diszkográfia
- What’s the Pressure (2016)